# Trasibulo di Siracusa
Trasibulo (Gela, V secolo a.C. – Locri Epizefiri, ...) fu tiranno di Gela e Siracusa per un anno, tra il 466 e il 465 a.C.

## Biografia
|          |                                      |                                      |          |                     |          |          |           |           |
|          |                                      |                                      |          | Dinomene il Vecchio |          |          |           |           |
|          |                                      |                                      |          |                     |          |          |           |           |
|          |                                      |                                      |          |                     |          |          |           |           |
|          | Gelone sp. Damarete figlia di Terone | Gelone sp. Damarete figlia di Terone | Gerone I | Gerone I            | Polizelo | Polizelo | Trasibulo | Trasibulo |
|          |                                      |                                      |          |                     |          |          |           |           |
|          |                                      |                                      |          |                     |          |          |           |           |
| (figlio) | (figlio)                             | (?)                                  | (?)      |                     |          |          |           |           |
|          |                                      |                                      |          |                     |          |          |           |           |
|          |                                      |                                      |          |                     |          |          |           |           |
|          |                                      | Ierocle                              |          |                     |          |          |           |           |

Fratello di Gelone, Gerone e Polizelo, con loro combatté a fianco di Akragas contro Himera. Prese il potere dopo la morte di Gerone e per breve tempo attuò una politica dispotica su Gela e Siracusa.
Il suo carattere violento e sanguinario gli inimicò buona parte del popolo gelese e siracusano, che si ribellò nel 465 a.C. Grazie all'alleanza con Akragas, Himera, Selinunte e le truppe sicule, i sudditi rovesciarono la dittatura e instaurarono una democrazia moderata. Trasibulo fu costretto all'esilio a Locri Epizefiri, dove morì.
La sua cacciata fu celebrata ogni anno e nel III sec. a.C. il sacrificio in onore di Zeus Eleutherios e commemorativo della riconquistata libertà democratica può essere stato compiuto presso il grande altare monumentale, noto come l'ara di Ierone nella Neapolis.